# Sankt Ruprecht an der Raab
Sankt Ruprecht an der Raab, St. Ruprecht an der Raab – gmina targowa w Austrii, w kraju związkowym Styria, w powiecie Weiz. Liczy 4969 mieszkańców (1 stycznia 2015).

## Współpraca
Miejscowość partnerska:
- Burgthann, Niemcy